# Mandom, mod och morske män
Mandom, mod och morske män är en svensk patriotisk sång av Richard Dybeck, utgiven 1858 till en folkmelodi från Dalarna.
Mandom, mod och morske män är också den svenska titeln på en film av Johan Jacobsen från 1940 med Fyrtornet och Släpvagnen.